# 沙热
沙热（法語：Chagey，法語發音：[ʃaʒɛ]）是法国上索恩省的一个市镇，属于吕尔区。

## 地理
沙热（47°36'43"N, 6°44'6"E）面积6.99 平方千米，位于法国勃艮第-弗朗什-孔泰大區上索恩省，该省份为法国东部内陆省份，北起顺时针与孚日省、贝尔福地区省、杜省、汝拉省、科多尔省和上马恩省接壤。
与沙热接壤的市镇（或旧市镇、城区）包括：弗拉耶和沙特比耶、沙隆维拉尔、舍讷比耶、埃什南苏蒙沃杜瓦、吕兹。

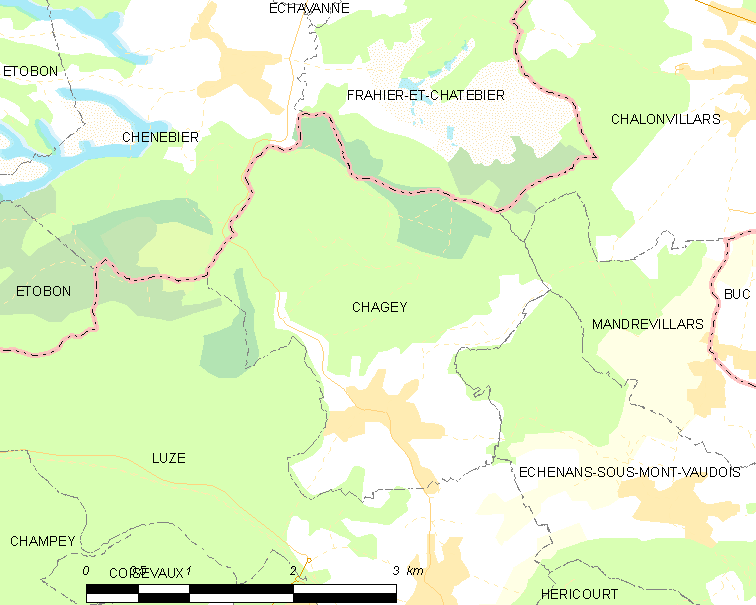
沙热的OSM定位图

沙热的时区为UTC+01:00、UTC+02:00（夏令时）。

## 行政
沙热的邮政编码为70400，INSEE市镇编码为70116。

## 政治
沙热所属的省级选区为埃里库尔第一县。

## 人口

1962-2008年间沙热人口变化图示

沙热于2022年1月1日时的人口数量为604人。